# Riverfront Stadium
O Riverfront Stadium, também conhecido como Cinergy Field de 1996 até 2002, foi uma arena multiuso localizado em Cincinnati, Ohio, Estados Unidos que era a casa da equipe de beisebol Cincinnati Reds da Major League Baseball de 1970 até 2002 e da equipe de futebol americano Cincinnati Bengals da National Football League de 1970 to 1999. Localizado ao lado do Rio Ohio no centro de Cincinnati, o estádio foi melhor conhecido como casa da chamada "The Big Red Machine", como os  Reds eram conhecidos nos anos 1970.
A construção começou em 1º de fevereiro de 1968 e foi completada com um custo abaixo de 50 milhões de dólares. Em 30 de junho de 1970, os Reds receberam o Atlanta Braves em sua grande abertura, com Hank Aaron rebatendo o primeiro home run no Riverfront. Duas semanas mais tarde, em 14 de julho de 1970, o Riverfront recebeu o All-Star Game de 1970. Este jogo é sempre lembrado pela famosa cena da colisão no home plate entre a estrela dos Reds Pete Rose e o arremessador Ray Fosse do Cleveland Indians.
Em setembro de 1996, o Riverfront Stadium foi renomeado como "Cinergy Field" decorrente do nome do patrocinador, a companhia de energia da região metropolitana de Cincinnati, a Cinergy. Em 2001, para dar lugar ao Great American Ball Park, a capacidade de assentos no Cinergy Field foi reduzida para 39.000. O estádio foi demolido por implosão em 29 de dezembro de 2002.

## Recordes de público
Negrito indica o vencedor de cada jogo.

### Beiseboll
| Maiores públicos de beisebol no Riverfront Stadium |         |                       |                          |                              |
| Rank                                               | Público | Data                  | Resultado                | Notas                        |
| 1                                                  | 56.693  | 16 de outubro de 1975 | Reds 6, Red Sox 2        | World Series de 1975, Jogo 5 |
| 2                                                  | 56.079  | 12 de outubro de 1990 | Reds 2, Pirates 1        | NLCS de 1990, Jogo 6         |
| 3                                                  | 55.832  | 17 de outubro de 1990 | Reds 5, Athletics 4 (10) | World Series de 1990, Jogo 2 |
| 4                                                  | 55.830  | 16 de outubro de 1990 | Reds 7, Athletics 0      | World Series de 1990, Jogo 1 |
| 5                                                  | 55.667  | 15 de outubro de 1975 | Reds 4, Red Sox 5        | World Series de 1975, Jogo 4 |

### Futebol americano
| Maiores públicos de futebol americano no Riverfront Stadium |         |                        |                         |       |
| Rank                                                        | Público | Data                   | Resultado               | Notas |
| 1                                                           | 60.284  | 17 de outubro de 1971  | Bengals 24, Browns 27   |       |
| 2                                                           | 60.157  | 20 de dezembro de 1970 | Bengals 45, Patriots 7  |       |
| 3                                                           | 60.099  | 10 de outubro de 1970  | Bengals 13, Dolphins 23 |       |
| 4                                                           | 60.084  | 9 de dezembro de 1990  | Bengals 17, 49ers 20    |       |
| 5                                                           | 60.067  | 4 de novembro de 1990  | Bengals 7, Saints 21    |       |

## Galeria

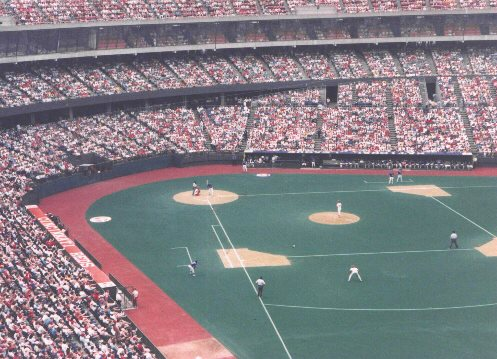
Riverfront Stadium during a Cincinnati Reds game vs. the Chicago Cubs on May 23, 1988.
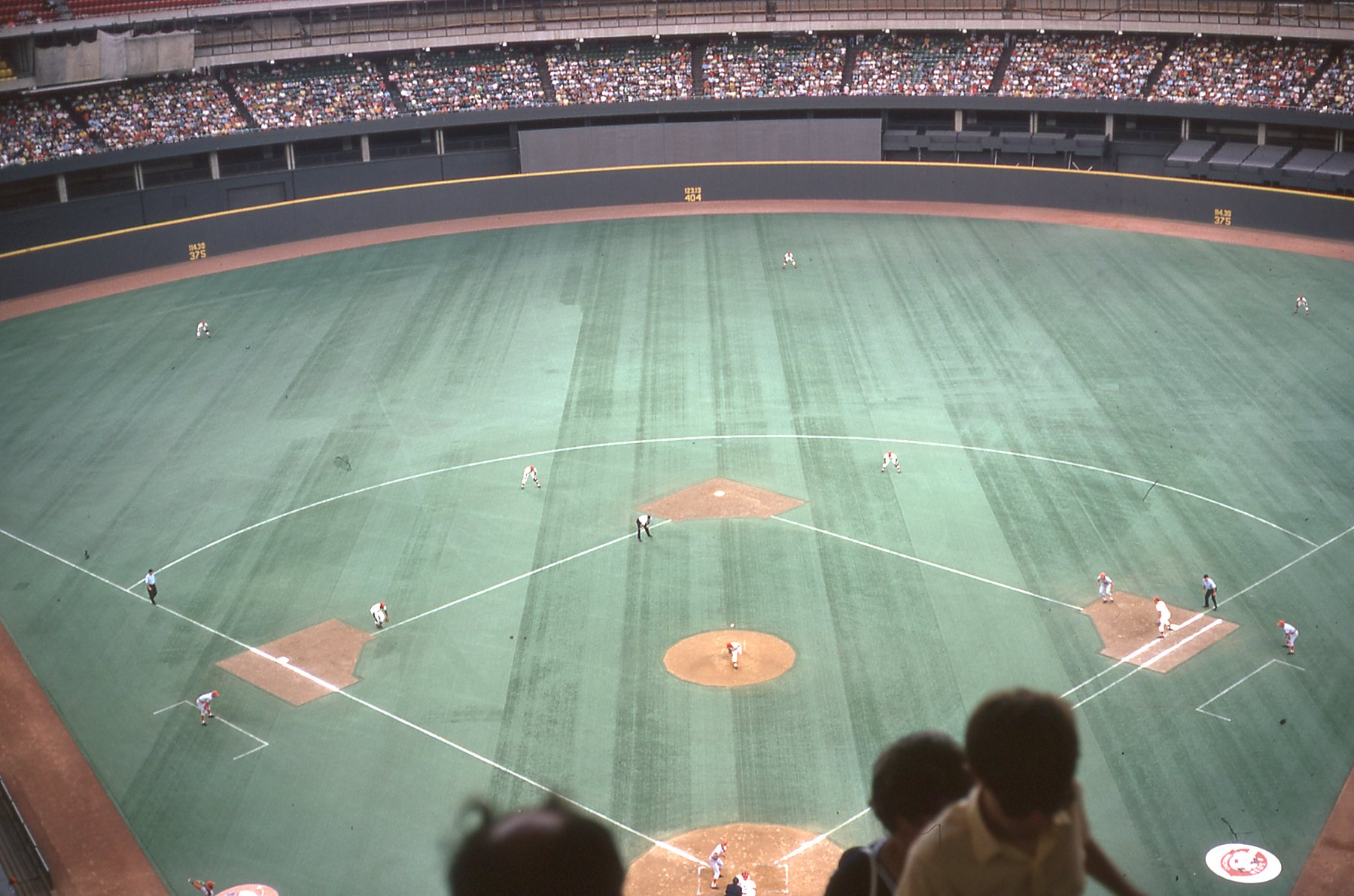
Riverfront Stadium in 1974
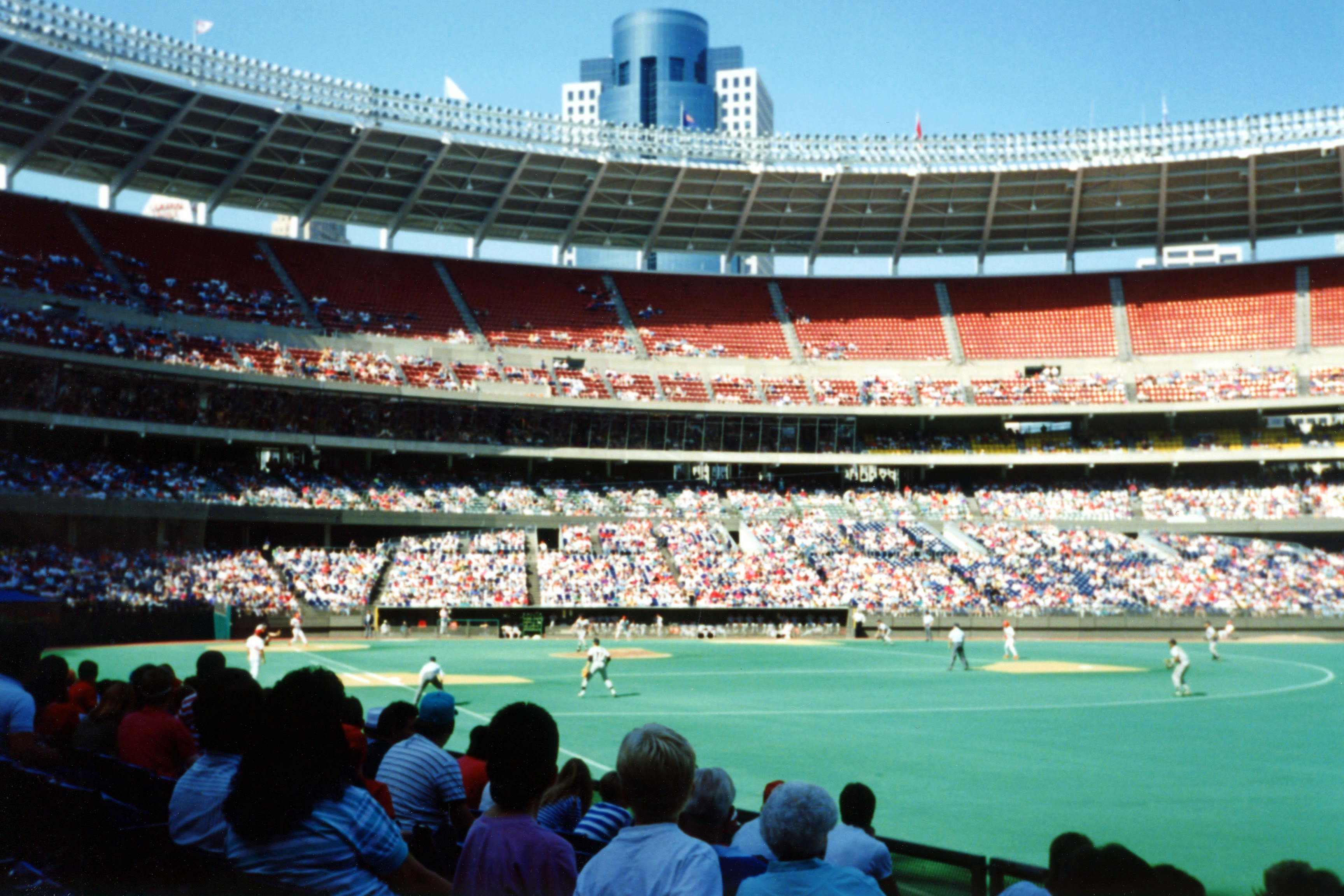
Riverfront Stadium in 1992
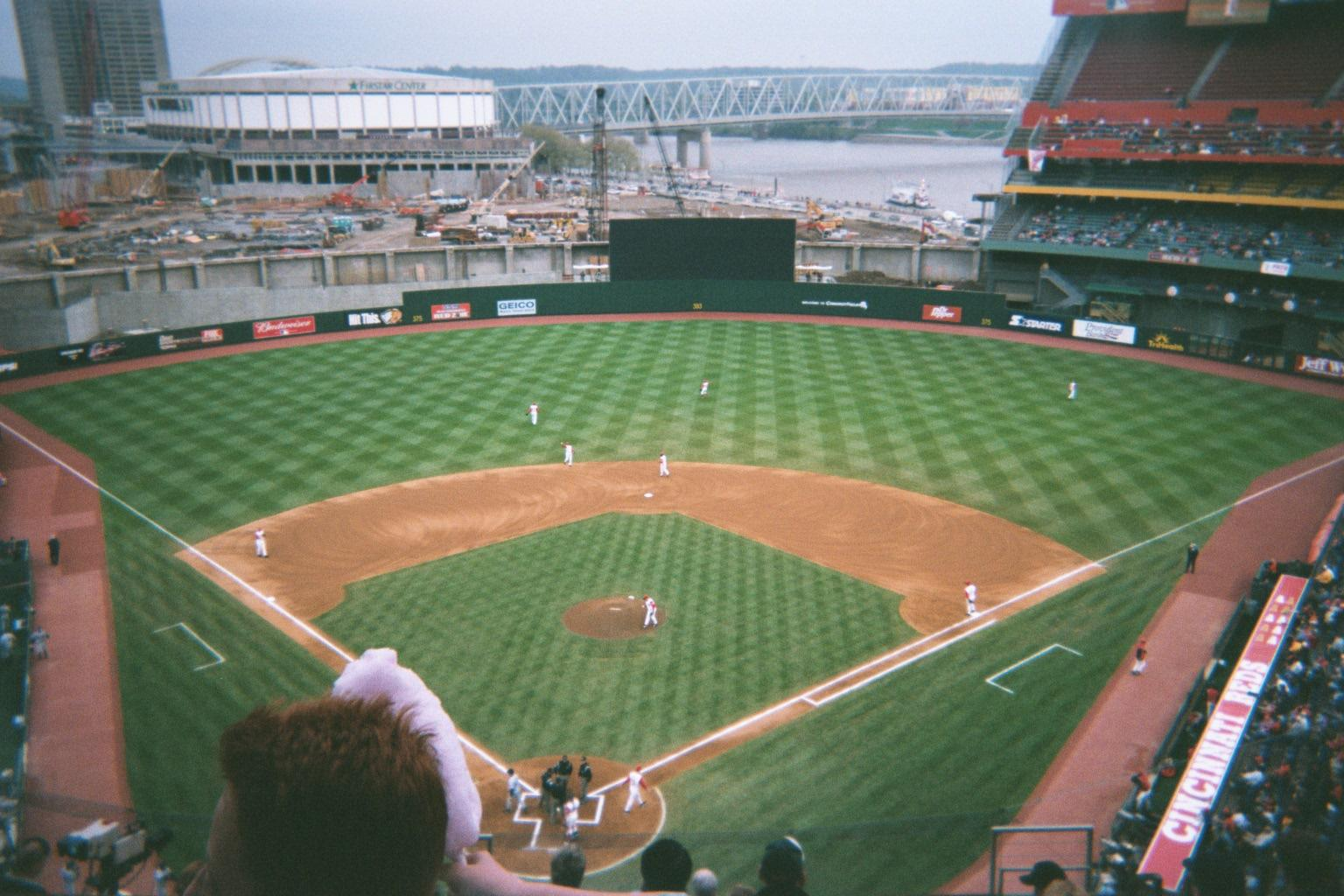
Cinergy Field during a Cincinnati Reds game vs. the New York Mets on April 27, 2001.